# Walther Reyer
Walther Reyer, né le 4 septembre 1922 à Hall en Tyrol (Autriche) et mort le 8 septembre 1999 à Innsbruck (Autriche), est un acteur autrichien.

## Biographie
Walther Reyer est principalement connu pour avoir joué le rôle du comte Gyula Andrássy dans la trilogie Sissi d'Ernst Marischka avec Romy Schneider. Il incarne Shandra dans Le Tigre du Bengale et Le Tombeau hindou de Fritz Lang.

## Filmographie
- 1956 : Sissi impératrice (Sissi, die junge Kaiserin) d'Ernst Marischka : Le comte Andrassy
- 1957 : Sissi face à son destin (Sissi, Schicksalsjahre einer Kaiserin) d'Ernst Marischka : Le comte Andrassy
- 1958 : Le Tigre du Bengale de Fritz Lang
- 1959 : Le Médecin de Stalingrad de Géza von Radványi
- 1959 : Le Tombeau hindou de Fritz Lang
- 1962 : L'Œil du Malin de Claude Chabrol